# Веденеев, Николай Денисович

Бюст на аллее Героев в городе Пласт

Никола́й Дени́сович Ведене́ев (16 [28] марта 1897, Верхняя Санарка, Оренбургская губерния — 16 ноября 1964, Москва) — советский военный деятель, генерал-лейтенант танковых войск (11 июля 1945 года). Герой Советского Союза (6 апреля 1945 года).

## Начальная биография
Николай Денисович Веденеев родился 16 (28) марта 1897 года в селе Верхняя Санарка ныне Пластовского района Челябинской области в семье казака. После окончания Верхне – Санарской казачьей школы Николай переехал к матери на прииски (ныне г.Пласт), где работал у золотопромышленника Тарасова машинистом бурильной машины, потом работал в Троицке кочегаром, с 1915 года на телеграфе.

## Военная служба

### Первая мировая и гражданская войны
В августе 1915 года был призван в ряды Русской императорской армии и направлен в 100-й запасной батальон, дислоцированный в Сызрани, где окончил учебную команду.
С мая 1916 года принимал участие в боевых действиях на Юго-Западный фронт, находясь на должностях взводного унтер-офицер 1-го пограничного Рыпинского полка и 531-го пехотного полка (133-я пехотная дивизия), а в ноябре 1917 года был выбран членом совета 3-й армии. В том же году вступил в ряды РКП(б). В феврале 1918 года был демобилизован из рядов армии в чине унтер-офицера.
В июне 1918 года стал бойцом Троицкого партизанского отряда. В октябре того же года был призван в ряды РККА и направлен в 1-й Оренбургский казачий полк (30-я стрелковая дивизия, Восточный фронт), где служил красноармейцем, командиром взвода и пулемётной сотни, военно-политическим комиссаром и военным комиссаром полка. Принимал участие в боевых действиях против войск под командованием адмирала А. В. Колчака в районах городов Троицк, Верхнеуральск, Белорецк, Богоявленск, Бирск, Кунгур, Оханск, Мензелинск, Бугуруслан, Белебей, Златоуст и Кокчетав, а также на Качкарских золотых приисках.
В октябре 1920 года назначен на должность военного комиссара 73-го кавалерийского полка (13-я Сибирская кавалерийская дивизия, Западно-Сибирский военный округ), после чего принимал участие в боевых действиях против вооружённых формирований под командованием В. Н. Шишкина в районе Семипалатинска и Зайсана.

### Межвоенное время
В марте 1921 года назначен на должность военного комиссара отдела снабжения штаба 13-й Сибирской кавалерийской дивизии (Сибирский военный округ), а с декабря того же года служил в 4-й отдельной кавалерийской бригаде на должностях инструктора политического отдела штаба бригады и военного комиссара 74-го кавалерийского полка.
В августе 1924 года Веденеев направлен на учёбу на подготовительный курс Военно-политического института, после окончания которого в августе 1925 года направлен в Военную академию имени М. В. Фрунзе, после окончания которой в июле 1928 года назначен на должность командира эскадрона 88-го Армавирского кавалерийского полка, в декабре 1929 года — на должность начальника 1-й части штаба 5-й Ставропольской кавалерийской дивизии (Северокавказский военный округ), в мае 1931 года — на должность командира и военкома 25-го Заамурского кавалерийского полка этой же дивизии, а в марте 1932 года — на должность командира и военкома 1-й Особого Троицко-Савского кавалерийского дивизиона (5-я Ставропольская кавалерийская дивизия).
В феврале 1933 года Веденеев назначен на должность командира и военком 15-го механизированного полка (15-я кавалерийская дивизия, Забайкальский военный округ), а в ноябре 1935 года — на должность командира и военкома 26-го механизированного полка (26-я кавалерийская дивизия, Киевский военный округ). В 1936 году за успехи в боевой, политической и технической подготовке награждён орденом Ленина.
В июне 1937 года назначен на должность начальника штаба 45-го механизированного корпуса (Киевский военный округ), в декабре 1938 года — на должность начальника курсов усовершенствования командного состава при Военной академии механизации и моторизации, в июне 1940 года — на должность начальника штаба 6-го механизированного корпуса (Белорусский военный округ), в сентябре — на должность заместителя командира этого же корпуса, а в марте 1941 года — на должность заместителя командира 20-го механизированного корпуса этого же округа.

### Великая Отечественная война
С началом войны находился на прежней должности.
Корпус принимал участие в ходе приграничного сражения, во время которого вёл тяжёлые оборонительные боевые действия против 2-й танковой группы противника на минском направлении в районе посёлка Пуховичи и на реке Березина севернее Бобруйска. В ходе этих боевых действий корпус был окружён, а связь со штабом армии была потеряна. 13 июля Веденеев принял командование этим корпусом, который испытывал проблемы со снабжением боеприпасами, горючим и продовольствием. После разгрома корпуса в районе Могилёва в конце августа с группой офицеров штаба корпуса Веденеев вышел из окружения в форме и с оружием в полосе Брянского фронта и в октябре назначен на должность старшего преподавателя кафедры тактики Военной академии механизации и моторизации, а в июне 1942 года — на должность начальника командного факультета академии.
В апреле 1944 года назначен на должность заместителя командира 8-го гвардейского танкового корпуса, а 22 августа — на должность командира 3-го танкового корпуса, который вскоре принимал участие в ходе в Люблин-Брестской наступательной операции, во время которой после форсирования рек Западный Буг и Вепш вёл боевые действия по освобождению Люблина и Демблина, за что корпус был награждён орденом Суворова 2 степени и 20 ноября преобразован в 9-й гвардейский.
Вскоре корпус под командованием Веденеева принимал участие в боевых действиях в ходе Висло-Одерской, Варшавско-Познанской и Восточно-Померанской наступательных операций, а также в освобождении городов Варшава, Сохачев, Влоцлавек, Быдгощ, Наугард, Каммин, Голлнов, Хеннигсдорф, Науэн, Потсдам, Бранденбург и других.
Указом Президиума Верховного Совета СССР от 6 апреля 1945 года за образцовое выполнение боевых заданий командования на фронте борьбы с немецкими захватчиками и проявленные при этом отвагу и геройство гвардии генерал-майору танковых войск Николаю Денисовичу Веденееву было присвоено звание Героя Советского Союза с вручением ордена Ленина и медали «Золотая Звезда» (№ 5768).
В ночь на 16 апреля 1945 года корпус с Кюстринского плацдарма начал боевые действия по направлению на Берлин, и 29 мая того же года за умелое руководство корпусом в ходе штурма Берлина Веденеев награждён орденом Кутузова 1 степени.

### Послевоенная карьера
В июне 1945 года корпус был преобразован в 9-ю гвардейскую танковую дивизию (2-я гвардейская танковая армия, Группа советских войск в Германии), а Веденеев назначен на должность командира, в октябре 1946 года — на должность начальника отдела боевой подготовки — помощника главнокомандующего Сухопутных Войск по бронетанковым и механизированным войскам, а в марте 1947 года — на должность начальника командного факультета Военной академии бронетанковых и механизированных войск.
Генерал-лейтенант Николай Денисович Веденеев в мае 1951 года вышел в отставку. Умер 16 ноября 1964 года в Москве. Похоронен на Введенском кладбище (14 уч.).

## Награды
- Медаль «Золотая Звезда» (6.04.1945);
- Три ордена Ленина (16.08.1936, 21.02.1945, 6.04.1945);
- Два ордена Красного Знамени (03.11.1944, 20.06.1949);
- Орден Кутузова 1 степени (29.05.1945);
- Орден Суворова 2 степени (23.08.1944);
- Медали;
- Иностранные награды.

Почётные звания
- Почётный гражданин города Сарадз (Польша);

## Память
В городе Пласт (Челябинская область) установлен бюст.